# Donovaly
Donovaly (Hongaars: Dóval) is een Slowaakse gemeente in de regio Banská Bystrica, en maakt deel uit van het district Banská Bystrica.

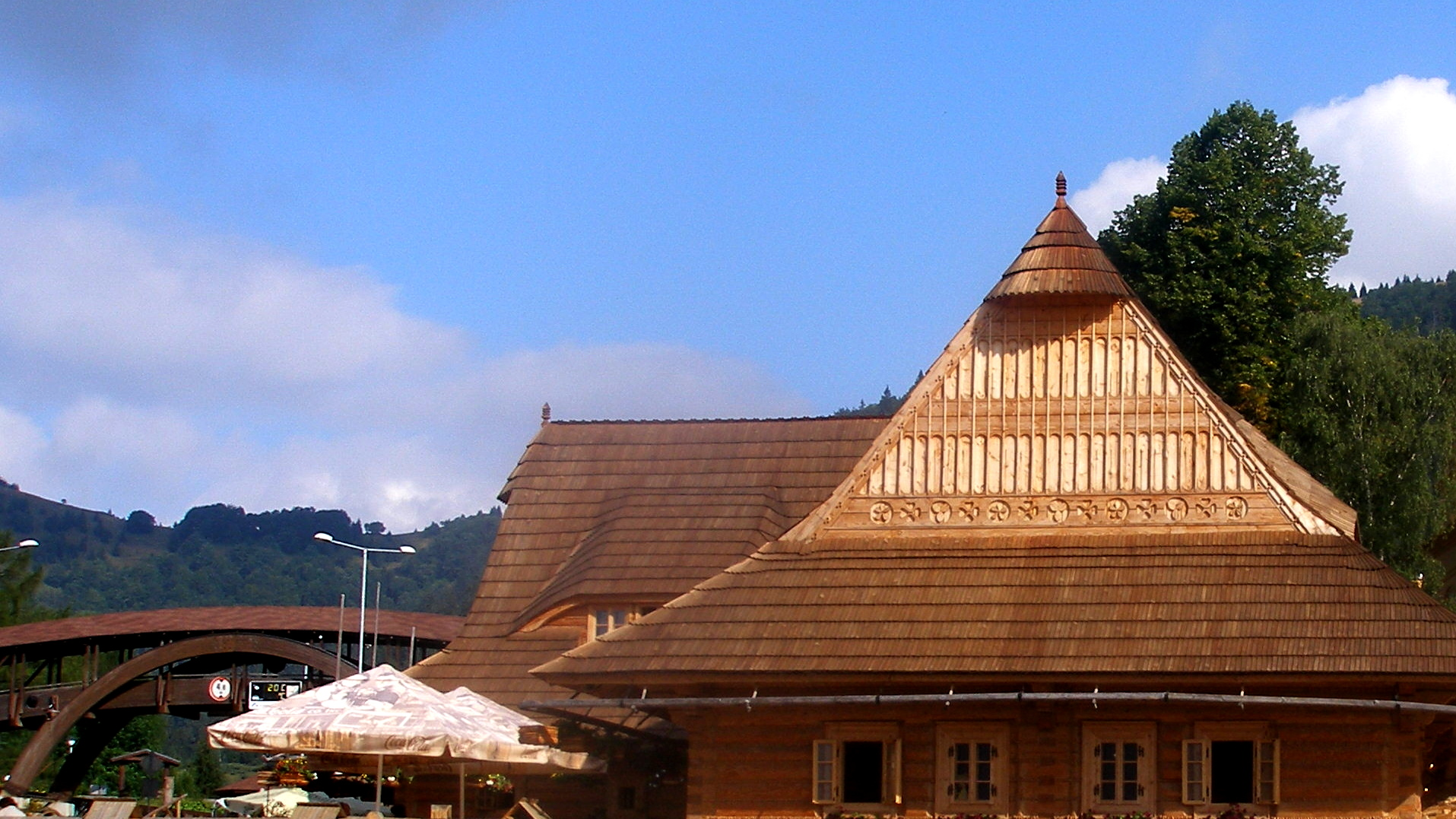
Donovaly

Donovaly telt 153 inwoners.
Badín · Baláže · Banská Bystrica (hoofdstad) · Brusno · Čerín · Dolná Mičiná · Dolný Harmanec · Donovaly · Dúbravica · Harmanec · Hiadeľ · Horná Mičiná · Horné Pršany · Hrochoť · Hronsek · Kordíky · Králiky · Kynceľová · Lučatín · Ľubietová · Malachov · Medzibrod · Moštenica · Motyčky · Môlča · Nemce · Oravce · Podkonice · Pohronský Bukovec · Poniky · Povrazník · Priechod · Riečka · Sebedín-Bečov · Selce · Slovenská Ľupča · Staré Hory · Strelníky · Špania Dolina · Tajov · Turecká · Vlkanová